# Сеспель, Мишши
Мишши́ Се́спель (Михаил Сеспель)  (чув. Ҫеҫпӗл Мишши — от чув. ҫеҫпӗл — «подснежник»; официальное имя до сентября 1921 года Михаи́л Кузьми́ч Кузьми́н; 16 [28] ноября 1899, Казаккасы, Сиделевская волость, Казанская губерния — 15 июня 1922, село Старогородка, Черниговская губерния, УССР) — чувашский поэт, государственный и общественный деятель.

## Биография
Родился 16 (28) ноября 1899 в деревне Казаккасы Цивильского уезда. Отец — Кузьма Федорович — в 1911 году в пьяной драке зарубил топором своего старшего брата, за что был сослан на каторгу.
Мать — Агафья Николаева
После окончания четырёх классов Шихазанской образцовой школы Сеспель работал переписчиком в волостном управлении.
Во время Первой мировой войны Сеспель завербовался в царскую армию, сперва служил писарем в штабе полка, а затем на санитарном поезде. В августе 1916 году года был уволен по состоянию здоровья и вернулся домой.
В 1917 году поступил в учительскую семинарию в Тетюшах. Учился в Москве на курсах агитаторов и пропагандистов. Член РКП(б) с 1918 года. После образования Чувашской автономной области в 1920 году его, работника Чувашского обкома РКСМ, избирают председателем ревтрибунала Чувашской автономной области. Стал, таким образом, первым «главным прокурором» этого национально-территориального образования.
На этом посту Сеспель, человек глубоко идейный и считавший, что коммунисты не должны жить в роскоши, нажил себе врагов среди местной партноменклатуры, представители которой не брезговали присваивать себя хорошие квартиры, расхищать конфискованное имущество и т. п. Воспользовавшись возможностью, недоброжелатели обвинили Сеспеля в поджоге дома, где размещался отдел юстиции. 27 декабря 1920 года Сеспель был арестован. Из тюрьмы его выпустили 7 февраля 1921 года. Впоследствии работал в отделе образования в комиссии переводчиков.
Весной 1921 года из-за болезни укреплял здоровье в санатории в городе Евпатория. После санатория Сеспель не вернулся в Чувашию, а отправился на Украину — в Киев, где хотел поступить в Киевскую художественную школу. Был призван в Красную Армию. После комиссования из-за обострения костного туберкулёза проживал и работал в городе Остёр в уездном земельном отделении Остёрского уезда.
Сеспель не принял новую экономическую политику, считая, что она ведёт к имущественному расслоению и следственно к реставрации капитализма. Мировоззренческий кризис поэта усугублялся ухудшением его здоровья — помимо давно мучившего его костного туберкулеза, у Сеспеля стало ухудшаться зрение.
15 июня 1922 года у Сеспеля произошёл конфликт со своим начальником Н. Савченко из-за того, что Сеспель самовольно выдал 8 пудов ржи двум семьям беженцев из Херсонской губернии. Вечером того же дня его недруги решили отомстить ему. На следующее утро Сеспель был найден повешенным на дереве в саду села Старогородка, располагавшемся к югу от города Остёр.

## Произведения
В литературной стезе с 1916 года. Упорядочив, в некотором смысле даже установив, нормы ударения, ввёл в чувашскую поэзию силлабо-тоническое стихосложение.
Первые стихи на чувашском и русском языках Михаил Сеспель начал публиковать в 1919 году в газетах «Знамя революции», «Тетюшские известия», «Канаш». Сборник стихов «Хурҫӑ шанчӑк» (Стальная вера) впервые увидел свет в 1927 году.
Известные книги:
- «Ҫӗн Кун аки» (рус. Сев Нового дня);
- «Хурҫӑ шанчӑк» (рус. Стальная вера);
- «Пуласси» (рус. Будущее).
- Ҫырнисен пуххи, Шупашкар, 1959;
- Стальная вера. Стихи, М., 1957.

Стихи поэта переведены на 56 языков.

## Память

### Памятники и мемориальные доски
- 5 ноября 1954 прах Михаила Сеспеля был перезахоронён в парке города Остёр, где ему установлен надгробный памятник[5]
- Памятник-стела в селе Старогородка Черниговской области Украины (был демонтирован в 2022 году);
- Бюст поэта, Чебоксары, проспект Ленина;
- В 1970-х годах в Киеве на стене дома № 7 по улице Ульяновых, где проживал Сеспель, была установлена мемориальная доска;
- Могила поэта и отдел краеведческого музея в городе Остёр (город) Черниговской области.

### Музеи
- Музей Михаила Сеспеля, Канашский район Чувашии, деревня Сеспель;
- Музей М. Сеспеля, Чебоксары;
- Музей краеведения, уголок М. Сеспеля, Татарстан, Тетюши, Педтехникум.
- Музей Мишши Сеспеля в Остёрской гимназии № 1, которая носит его имя.

### Названы в честь поэта
- В 1969 году родная деревня Михаила Сеспеля была переименована в его честь;
- Улицы в Чебоксарах и Остре.
- Парк 100-летия со дня рождения Мишши Сеспеля в Остре.
- Академия современного творчества «Сеспель», г. Чебоксары
- Теплоход «Михаил Сеспель»

### Книги
- О жизни и творчестве Михаила Сеспеля Г. О. Збанацким написан роман «Сеспель»[14].

### Кинофильмы
- «Сеспель» — фильм 1970 года о Мишши Сеспеле, снят Киевской киностудией имени А. Довженко[14].